# Zarzal
Zarzal ist eine Gemeinde (Municipio) im Departamento Valle del Cauca in Kolumbien.

## Geographie
Zarzal liegt in der Subregion Norte in Valle del Cauca auf einer Höhe von 916 m ü. NN, 139 km von Cali entfernt und hat eine Jahresdurchschnittstemperatur von 24 °C. Zarzal liegt an der Westseite der Zentralkordillere der Anden im Cauca-Tal. Die Gemeinde grenzt im Norden an La Victoria sowie an La Tebaida im Departamento Quindío, im Süden an Bugalagrande, im Westen an Roldanillo und Bolívar und im Osten an Sevilla.

## Bevölkerung
Die Gemeinde Zarzal hat 47.062 Einwohner, von denen 33.306 im städtischen Teil (cabecera municipal) der Gemeinde leben (Stand 2019).

## Geschichte
Auf dem Gebiet des heutigen Zarzal lebten vor der Ankunft der Spanier die indigenen Völker der Pijaos und Gorrones. Die erste spanische Siedlung wurde 1783 gegründet. Der Name Zarzal ist indigenen Ursprungs. Von 1850 bis 1857 hieß der Ort Libraida. Von 1840 bis 1857 hatte Zarzal den Status einer Gemeinde, den es 1909 endgültig erhielt.

## Wirtschaft
Der wichtigste Wirtschaftszweig von Zarzal ist die Landwirtschaft, insbesondere der Anbau von Zuckerrohr. Zudem spielt der Handel eine wichtige Rolle.

## Persönlichkeiten
- Carlos Asprilla (* 1970), Fußballspieler
- Jhon Solís (* 1993), Sprinter